# Deposito di scorie nucleari di Yucca Mountain
Il deposito di scorie nucleari di Yucca Mountain è un sito di stoccaggio sotterraneo proposto con il Nuclear Waste Policy Act nel 1987, ubicato all'interno della Yucca Mountain come luogo di smaltimento dei rifiuti nucleari americani. Il sito è adiacente al Nevada Test Site e si trova a 130 km a nord-ovest di Las Vegas. La costruzione era iniziata nel 2002 ma a causa della mancanza di fondi è ancora in fase di completamento.

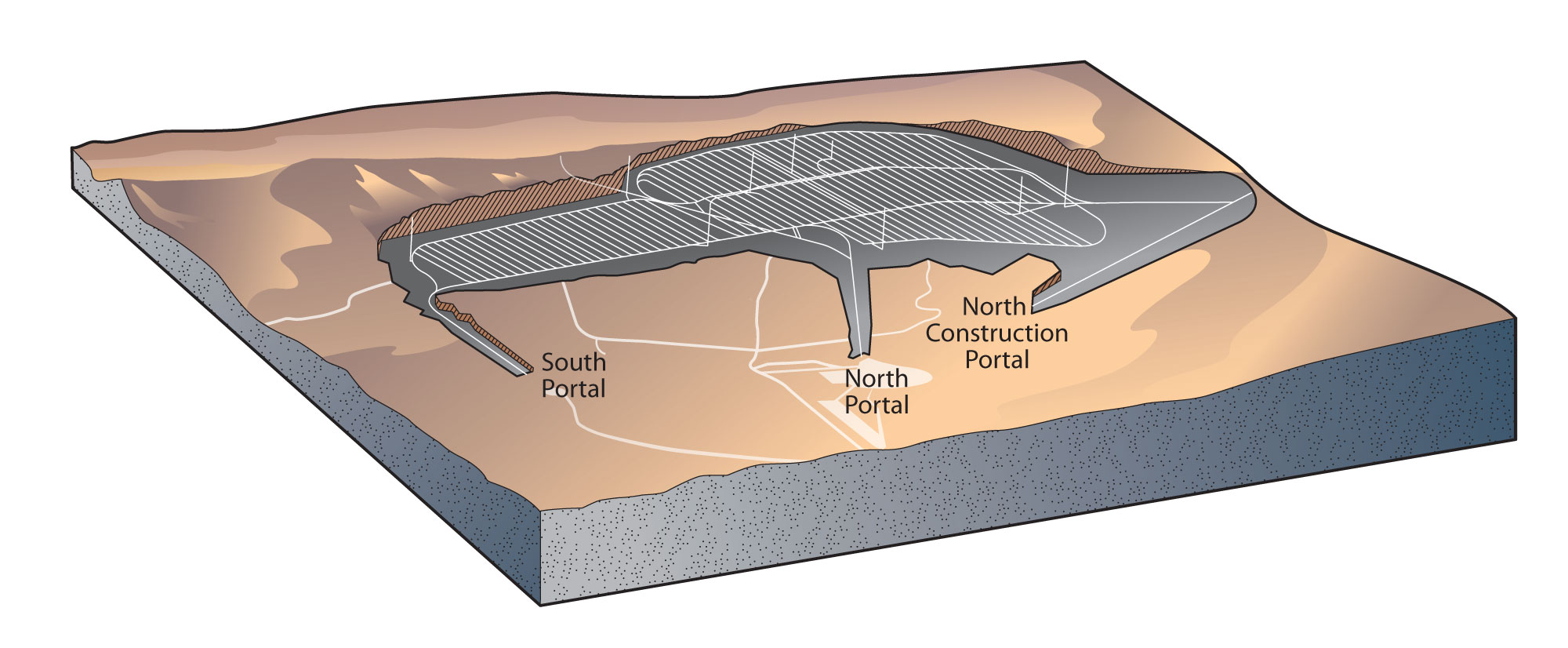
La conformazione originale, come proposta nel 1987